# Enzianhütte (Rhön)

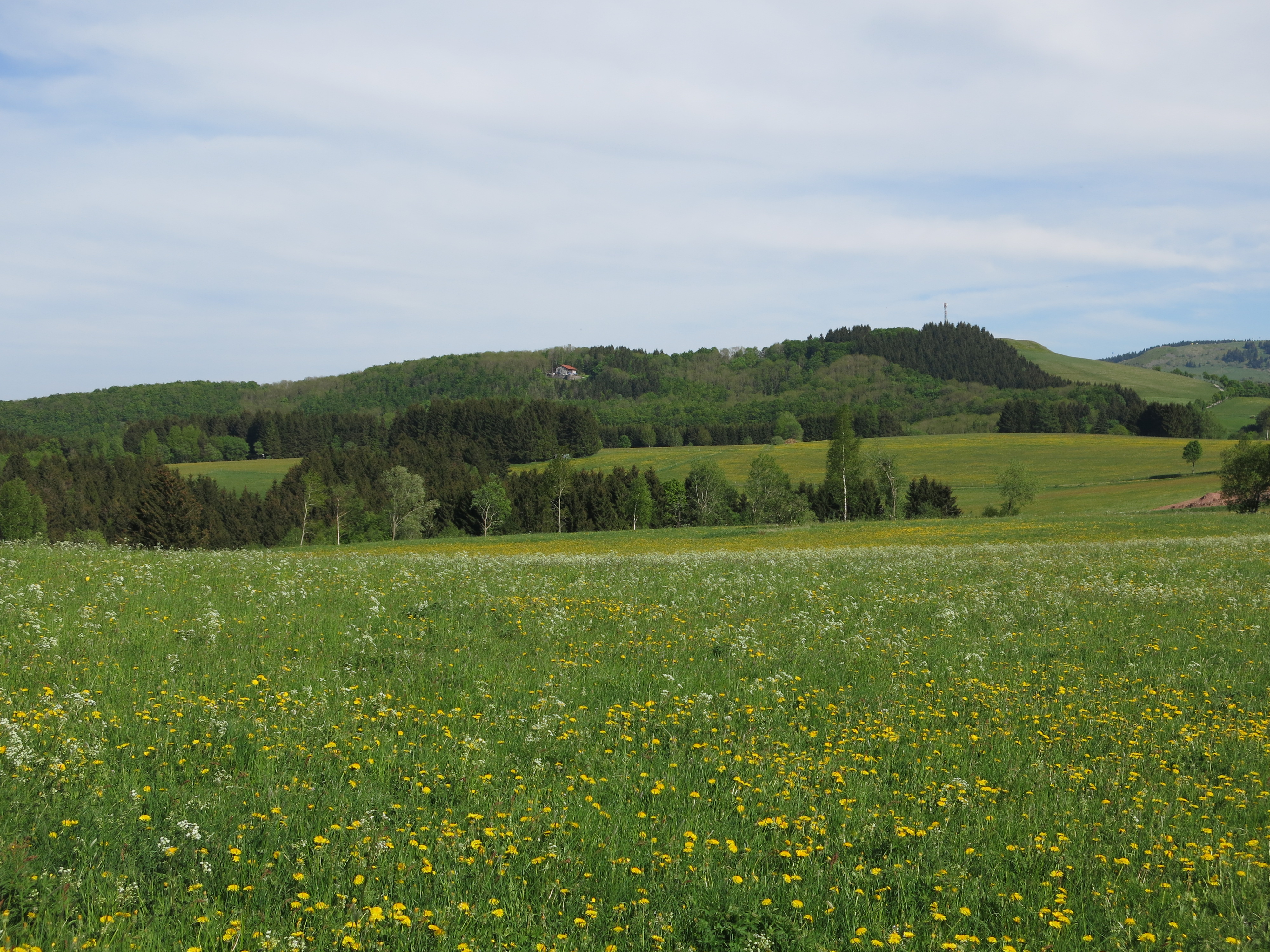
Nordseite des Weiherbergs mit Enzianhütte

Die Enzianhütte ist eine bewirtschaftete Schutzhütte der Sektion Fulda des Deutschen Alpenvereins, in der Rhön. Sie steht in einer Höhenlage von 760 m auf dem bewaldeten Nordhang des Weiherbergs bei Dietges, einem Ortsteil von Hilders im Landkreis Fulda.
Die Hütte ist ganzjährig geöffnet (Montag und Dienstag Ruhetage). Das Gasthaus bietet bis zu 100 Sitzgelegenheiten und 58 Schlafplätze. Von Dietges aus führt ein Fahrweg direkt bis zur Hütte mit Parkmöglichkeiten. Zu Fuß lässt sich die Enzianhütte am schnellsten vom Grabenhöfchen (685 m), einem Gebirgspass an der Bundesstraße 458, auf einem Pfad in 10 Minuten erreichen. Von Abtsroda oder Sieblos führen knapp einstündige Wanderungen über den Weiherberg zur Enzianhütte. Auf markierten Wanderwegen des Rhönklubs umfassen die Tourenmöglichkeiten neben dem nahen Weiherberg unter anderem auch Wasserkuppe, Milseburg, Teufelstein, Steinwand und das Fuldaer Haus. Die Hütte ist Stützpunkt an einer Variante des Hochrhöners und der Europäischen Fernwanderwege E3 und E6.